# 雲安区
雲安区（うんあんく）は中華人民共和国広東省雲浮市に位置する市轄区。

## 行政区画
下部に7鎮を管轄する
- 六都鎮、高村鎮、白石鎮、鎮安鎮、富林鎮、石城鎮、都楊鎮